# Alltingshuset
Alltingshuset (isländska: Alþingishúsið) är en historicistisk byggnad från 1800-talet på torget Austurvöllur i Islands huvudstad Reykjavík. Byggnaden rymmer det isländska parlamentet Alltinget som är världens äldsta folkförsamling.

## Bakgrund
Huset är uppfört i uthuggen diabas 1879-81 efter ritningar av den danske arkitekten Ferdinand Meldahl; tillbyggnaden "Kringlan" ritades av Frederik Kiørboe år 1908. Byggnaden är utsmyckad med kung Kristian IX:s monogram.
Alltingshuset har också inhyst Islands Nationalbibliotek, och senare Islands Konstmuseum. Islands Universitetet använde byggnadens tredje våning från år 1911 till 1940, och Islands president hade sina ämbetskontor i byggnaden fram till 1973.

## Lokaler och byggplaner
Idag är endast själva Alltingssalen, ett par små möteslokaler och kontor till vissa överordnade medlemmar av Alltingets personal placerade i själva Alltingshuset. Utskottslokaler, parlamentarikernas kontor och det mesta av Alltingets sekretariat är lokaliserade i andra byggnader i området runt om Austurvöllur. Det finns planer på att uppföra nya byggnader för att rymma dessa kontor och möteslokaler i området omedelbart väst om Alltingshuset, där det idag finns parkeringsplatser och ett par små byggnader, som just nu används av Alltinget och skall byggas ihop med den nya byggnaden.